# Chaïbou Dan Inna
Chaïbou Dan Inna (* 12. Juli 1952 in Filingué), auch Chaïbou Dan-Inna geschrieben,  ist ein nigrischer Theaterwissenschaftler, Dramatiker und Politiker.

## Leben
Chaïbou Dan Inna studierte zunächst an der Universität Niamey, die er 1977 mit einer Licence in Neuphilologie abschloss. Er machte 1979 eine Maîtrise in Neuphilologie an der Universität Abidjan und 1985 ein Doktorat in französischsprachigen Literaturen und Kulturen an der Universität Bordeaux III. In seiner Dissertation beschäftigte er sich mit der Geschichte und Politik des Theaters im französischsprachigen Westafrika von 1960 bis zur Gegenwart.
Dan Inna lehrte ab 1984 an der geistes- und humanwissenschaftlichen Fakultät der Universität Niamey. Parallel verfolgte er eine Laufbahn als höherer Verwaltungsbeamter in verschiedenen nigrischen Ministerien. Seinen Forschungsschwerpunkt legte er auf das Theater in Afrika, insbesondere in Niger. Er forschte zu mündlichen Überlieferungen auf Hausa und widmete sich französischen Übersetzungen von zeitgenössischen Theaterstücken und von traditioneller Lyrik. Mit Jean-Dominique Pénel veröffentlichte er 1988 eine Bibliografie der nigrischen Literatur. In seinem 1993 erschienenen Theaterstück Une vie de cent carats beschäftigte sich Dan Inna mit dem Leben des burkinischen Staatspräsidenten Thomas Sankara. Das Versdrama knüpft an die Historiendramen von Boubou Hama, André Salifou und Joseph Keïta an und gebraucht traditionelle nigrische Theater- und Erzählformen ebenso wie den Brecht’schen Verfremdungseffekt.
Chaïbou Dan Inna wurde am 13. August 2013 als Minister für berufliche und technische Ausbildungen in die Regierung von Premierminister Brigi Rafini unter Staatspräsident Mahamadou Issoufou berufen. Seine Vorgängerin in diesem Amt war N’Gadé Nana Hadiza Noma Kaka. Am 11. April 2016 wurde Dan Inna als Minister von Abdou Amani abgelöst.

## Schriften
- La Théâtralité en pays hausa. Thèse. Université d’Abidjan, Abidjan 1979.
- Théâtre, histoire et politique en Afrique francophone de 1960 à nos jours. Thèse. Université Bordeaux Montaigne, Bordeaux 1985.
- Bibliographie de la littérature nigérienne. Nouvelle Imprimerie du Niger, Niamey 1988. (Mit Jean-Dominique Pénel.)
- Le théâtre. In: Marie-Clotilde Jacquey (Hrsg.): Littérature nigérienne (= Notre librairie. Nr. 107). CLEF, Paris 1991, S. 63–68.
- Le théâtre en langues africaines. In: Marie-Clotilde Jacquey (Hrsg.): Littérature nigérienne (= Notre librairie. Nr. 107). CLEF, Paris 1991, S. 44–46.
- Présentation de la littérature nigérienne moderne. In: Ecriture. Littératures du Niger. Nr. 42. Lausanne 1993, S. 11–29.
- Une vie de cent carats : théâtre. Nouvelle Imprimerie du Niger, Niamey 1993.
- Niger. Translated by Helen Heubi. In: Don Rubin, Ousmane Diakhaté, Hansel Ndumbe Eyoh (Hrsg.): The World Encyclopedia of Contemporary Theatre: Africa. 2. Auflage. Routledge, London/New York 2001, ISBN 0-415-05931-3, S. 215–216. (Mit Ousmane Tandina.)
- Portraits de journalistes et de cinéastes africaines. Institut Panos Afrique de l’Ouest, Dakar 2005, ISBN 2-915627-08-8.
- L’éloge dans les créations poétiques des griots Haoussa. Éditions Passerelle, Montréal 2015.
- Yazi Dogo et l’art du théâtre populaire au Niger. L’Harmattan, Paris 2015, ISBN 978-2-343-03209-2.
- L’Enseignement et la formation professionnels et techniques au Niger. Éditions universitaires européennes, Saarbrücken 2017, ISBN 978-3-639-52687-5.
- Anthologie bilingue de poésie orale haoussa : manuel à l’usage des classes de l’enseignement primaire et secondaire du Niger. Éditions Gasbingo, Niamey 2018. (Mit Ibrahim Abdoul Salam Niang.)